# Совершенно секретно (холдинг)
«Совершенно секретно» — российский медиахолдинг. Штаб-квартира располагается в Москве.
Основан в 1992 году журналистом Артёмом Боровиком на основе издававшейся с 1989 года ежемесячной газеты «Совершенно секретно».

## Собственники и руководство
С момента основания, Президентом и владельцем холдинга долгое время был Артём Боровик, а после его смерти в 2000 году, его вдова — Вероника Хильчевская-Боровик, которая при жизни мужа являлась коммерческим директором. Генеральный директор — Андрей Кораблин, ранее им был Сергей Плотников.
В 2003 году акционеры «Сибнефти» вели переговоры о покупке холдинга.
В 2005 году Издательский дом Родионова в лице Евгения Додолева пытался приобрести холдинг.
В 2007 году еженедельная газета «Версия» (157 тыс. экз.), входившая в холдинг, была продана новому владельцу — главному редактору газеты «Аргументы и факты» и миноритарному акционеру одноимённого ИД Николаю Зятькову.

## Деятельность
В холдинг «Совершенно секретно» входят:
- ежемесячник «Совершенно секретно» (тираж 637 тыс. экз.)
- телеканал «Совершенно секретно»[5]
- телекомпания «Совершенно секретно», основанная Артёмом Боровиком[6] и выпустившая цикл документальных расследований «Совершенно секретно. Информация к размышлению», фильмы из которого шли на Второй программе ЦТ, РТР, НТВ и Пятом канале. Отдельные документальные проекты «Совершенно секретно» в 2000-е годы также показывали «Первый канал», REN-TV, «Третий канал»[7] и «ТВ Центр»[8].

### Документальная программа «Совершенно секретно»
«Совершенно секретно» — документальная телепрограмма. Первый выпуск программы вышел в эфире 9 ноября 1991 года на Второй программе ЦТ и РТР. Автор и ведущий проекта был Артём Боровик. После октября 1993 года программу также стали делать ушедшие из телекомпании ВИD журналисты Михаил Маркелов, Андрей Калитин, Наталия Метлина, Елена Саркисян, Этери Левиева и Майя Лаврова.
В 1995 году широкий общественный резонанс вызвала программа, посвящённая дедовщине в рядах ВС РФ.
В 1999 году программа удостоилась премии ТЭФИ к этому моменту РТР уже отказался от показа программы и по приглашению Владимира Гусинского «Совершенно секретно» стало выходить на подконтрольном ему НТВ под названием «Совершенно секретно. Информация к размышлению». После смены собственника НТВ в 2001 году программа выходила на этом телеканале ещё пять лет.
В 2006 году программа несколько лет выходила на Пятом канале. Выходили как повторы, так и новые выпуски. Повторы программы транслировались на телеканалах «Время», «24 Док» и на одноимённом канале.